# Lembophyllaceae
Lembophyllaceae là một họ rêu trong bộ Hypnales.